# Erdbeben von Jericho 1927
Das Erdbeben von Jericho ereignete sich am 11. Juli 1927 in Palästina und Transjordanien um 15:08 Ortszeit. Das Epizentrum lag nördlich des Toten Meeres im Jordangraben. Als eine Folge kam es in den Städten Jerusalem, Jericho, Ramallah, Tiberias und Nablus zu großen Zerstörungen und etwa 500 Menschen kamen dabei ums Leben. In Jerusalem wurde unter anderem das Auguste-Viktoria-Hospital beschädigt.
Bei dem Beben verschoben sich die westliche Platte nach Süden und die östliche Platte nach Norden, innerhalb kürzester Zeit um rund 50 cm gegeneinander.

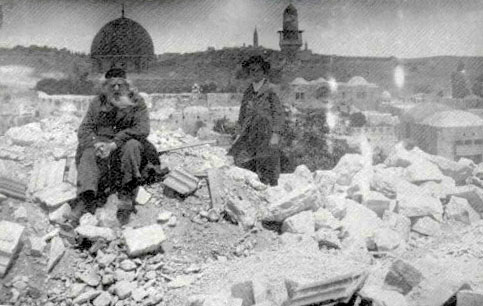
Zerstörungen im Jüdischen Viertel von Jerusalem
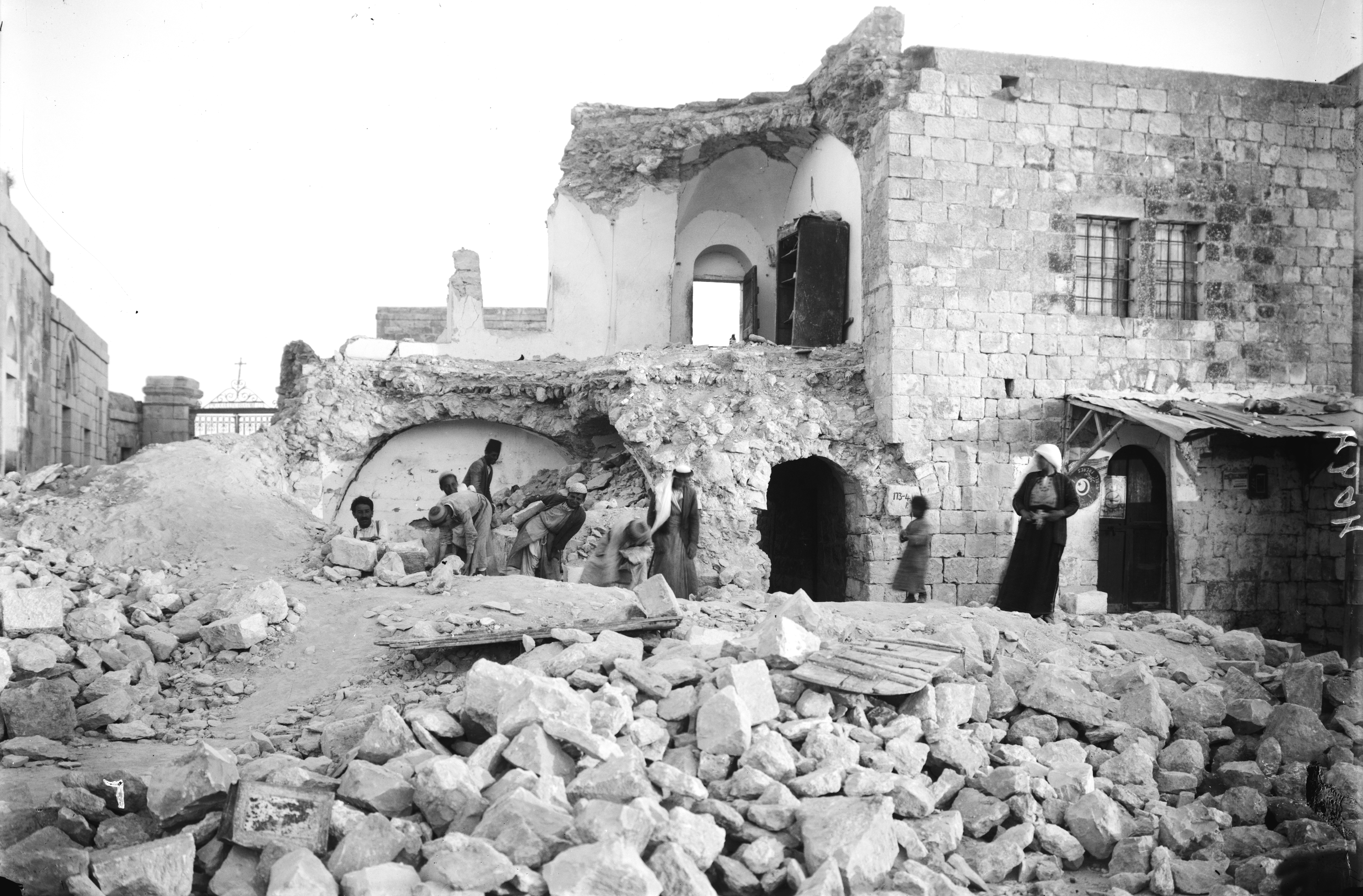
Zerstörungen auf dem Ölberg
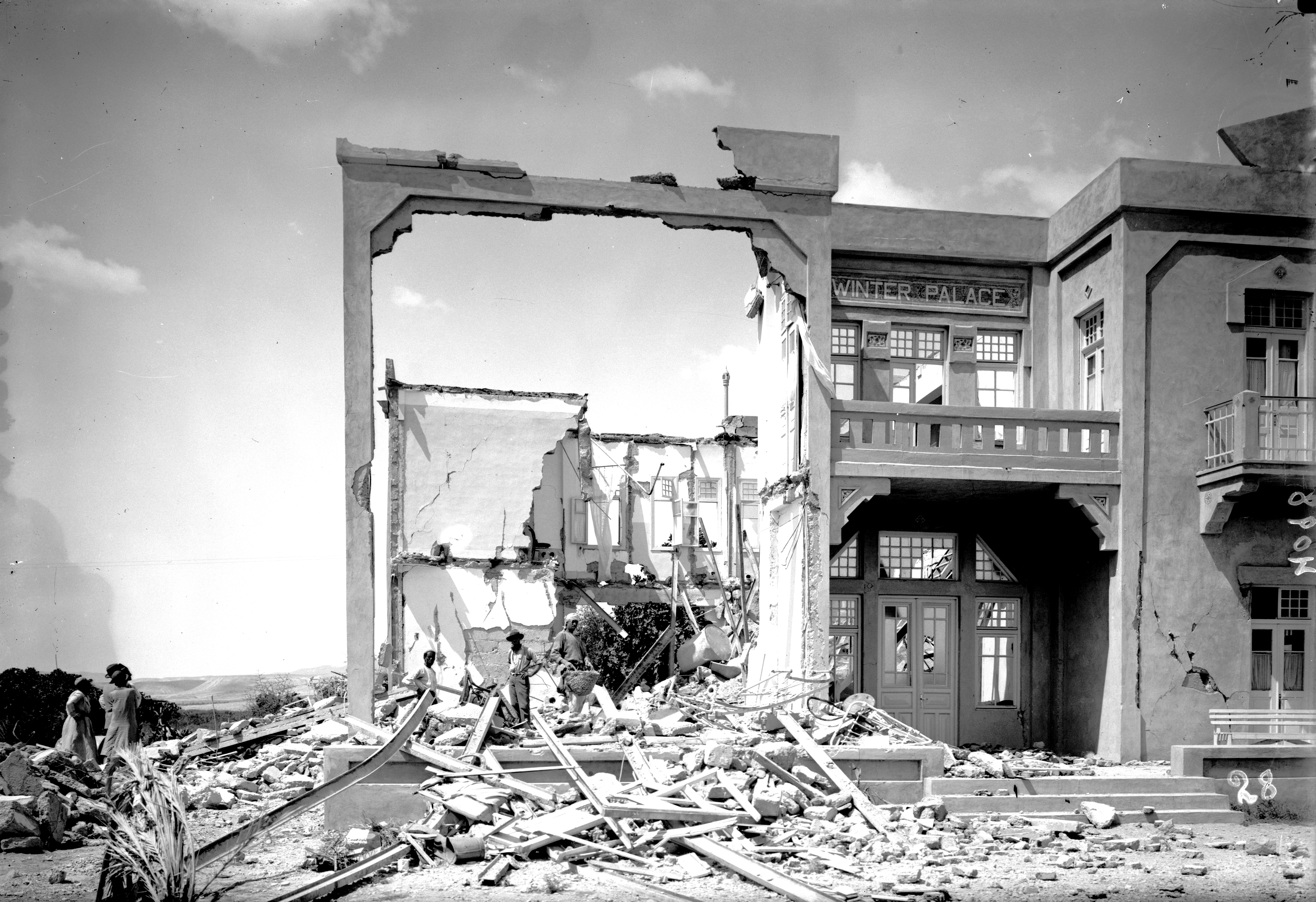
Das zerstörte Winter Palace Hotel in Jericho
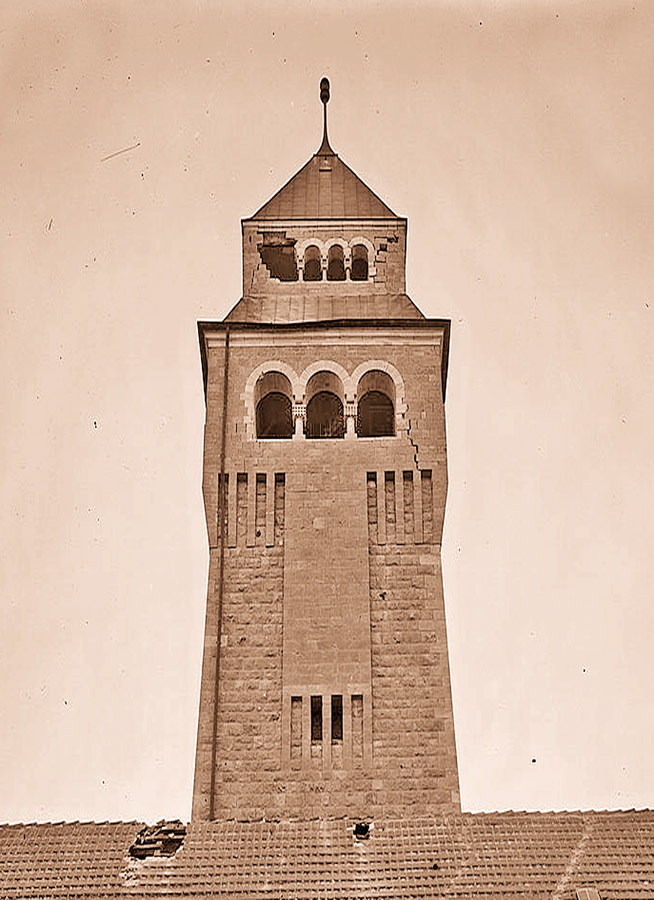
Der Turm der Himmelfahrtkirche von Jerusalem musste nach dem Erdbeben um ca. 10 m gekürzt werden.
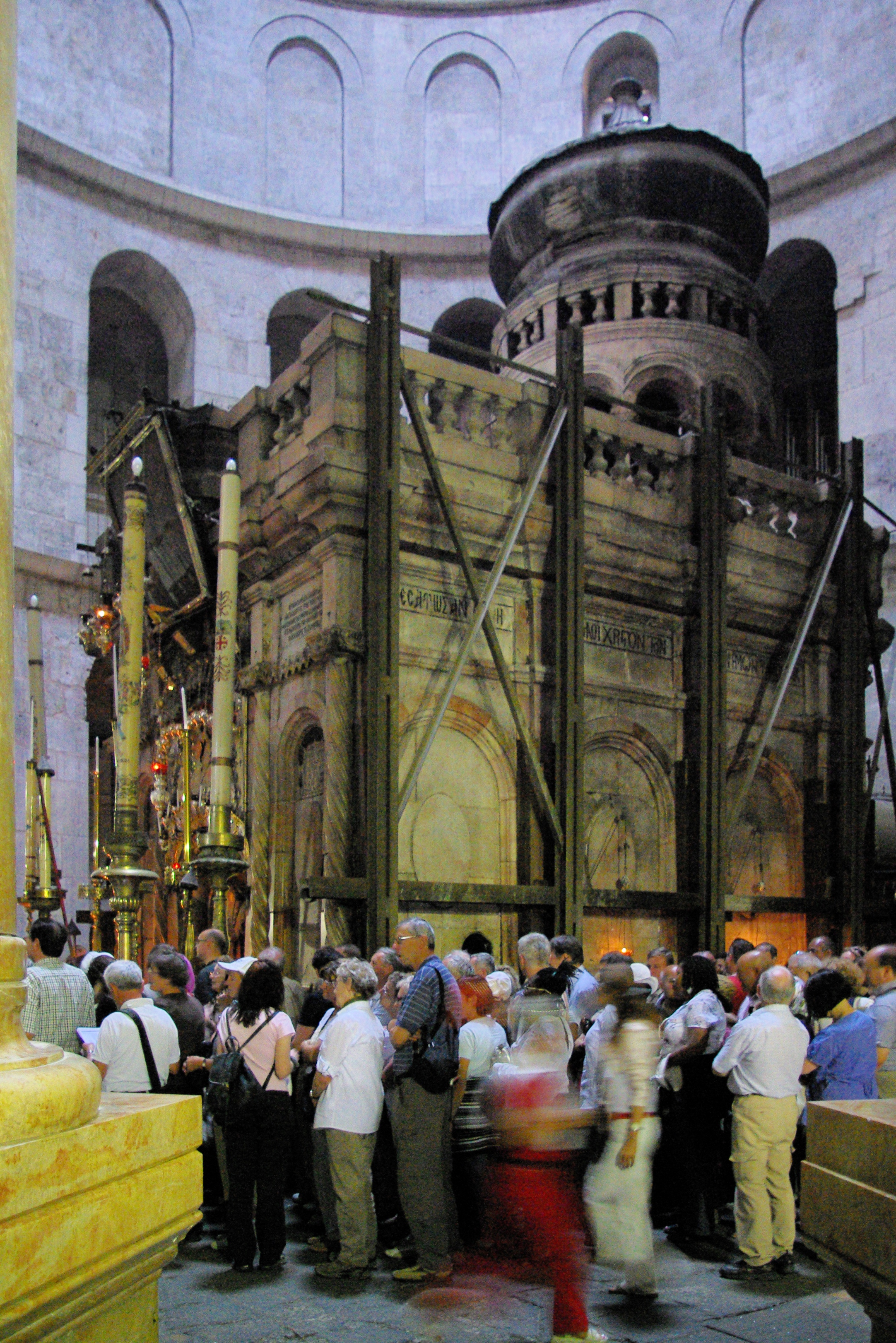
Das Grab Christi in der Grabeskirche musste bis zu seiner Renovierung im März 2017 mit Eisen gesichert werden.